# ロバート・ブラウン (宗教家)
ロバート・ブラウン（Robert Browne、1550年代 – 1633年6月2日) は、1620年以前の初期のイングランド分離派に共通する呼称であるブラウン派 (英語版)の創始者である。後年、イングランド国教会と和解し、その司祭となった。

## 経歴
ブラウンは1550年頃、イングランドのラトランド、リトル・キャスタートンのトールソープホール（en: Tolethorpe Hall）で、アンソニー・ブラウンとその妻ドロシー（フィリップ・ボトレーラー Sr Philip Botelerの娘）の7番目の子供として生まれた。1572年にケンブリッジのコーパス・クリスティ・カレッジを卒業した。ブラウンがノリッチのロバート・ハリソンに初めて会ったのはおそらくコーパス・クリスティ在学中であった。二人ともピューリタンの神学者トマス・カートライトの影響を受けていた。ケンブリッジ卒業後、ブラウンはパブリックスクールオンドル校（en:Oundle School）の校長をしていたとされている。
ブラウンはイズリントンのセント・メアリー教会の説教者となり，そこでイングランド国教会の教義や戒規に反対する説教が注目され始めた。1578年にケンブリッジに戻り、その近くのドライ・ドレイトンのピューリタン牧師であるリチャード・グリーナムの薫陶を受け、その教会で免許状なしで説教を行った。その評判によりケンブリッジのセント・ベネッツ教会の説教者として招かれたが説教免許状は拒否していた。そして次第にイングランド国教会内部からの改革に限界を感じるようになった。
ブラウンはイングランド国教会から初めて離脱し、会衆主義 の原則に基づいて独自の教会を設立した最初の人である。1581年までに彼はノリッジに別の教会を設立しようとした。彼は逮捕されたが、近親者であるウィリアム・セシルの助力により釈放された。ブラウンは仲間とともにイングランドを離れ、1581年後半にネーデルラント、ゼーラント州ミデルブルフに移住し、そこで彼らは新約聖書を手本とした教会を組織したが、内紛により2年以内に解散しハリソンと決別した。
彼の最も重要な著作は、国王の認可なしに必要な改革を行う教会の権利を主張したA Treatise of Reformation without Tarying for Anieと信徒独立論を打ち出したA Booke which sheweth the life and manners of all True Christians で、1582年にミドルバーグ（Middelburg）で出版されている。翌年にはそれらを配布した罪で2人がベリー・セント・エドマンズで絞首刑に処せられた。
ブラウンは1579年から1585年まで分離主義者として活動しただけで、イングランド国教会に復帰した。1586年から89年にかけてはサザークの St Olave's Grammar School の校長を務め、1589年から1591年にかけてはスタンフォード・スクール（ Stamford School）の校長も務めた。特にジョン・グリーンウッド やヘンリー・バロウに何度か返答しており、そのうちのひとつでA Reproofe of certaine schismatical persons and their doctrine touching the hearing and preaching of the word of God（1587-1588）と題されたものはブラウンの後期の見解に光を当てるものであった。
1591年9月にピーターバラ主教（en: Bishop of Peterborough）のリチャード・ハウランドから執事と司祭に叙階された。彼は リトル・キャスタートン（トールソープが属する教区）の聖職禄を受け、そして1591年から1631年までノーサンプトンシャーの アチャーチ（en:Achurch）村を兼任した。
彼は2度結婚し、最初はミデルブルフ教会の信徒の一人と思われるアリス・アレン（Alice Allen）と結婚し、9人の子供をもうけた。アリスは1610年7月に亡くなり、1612年2月にブラウンはセント・マーティン教会でエリザベス・ウェレナー (Elizabeth Werrener) と再婚した。彼はその非国教徒の信念のため生涯で32回投獄され、警吏を殴ったために投獄された後、ノーサンプトンの刑務所で死亡している。彼は同地のセント・ジャイルズ教会（St Giles's Church）墓地に葬られている。

## 遺産
英語圏における会衆派教会の父とされ、1620年のメイフラワー号の乗客がブラウン派に属していたことから「ピルグリムの父」とも言われる。
彼は教会の改革者としてオーストラリア合同教会のカレンダーで9月5日に記念されている。

## 著作
- A True and Short Declaration (1581)
- A Treatise of Reformation without Tarrying for any and of the Wickedness of those Preachers which will not reform till the Magistrate command or compel them (1582) – The church had a right to effect necessary reforms without permission of civil magistrate
- A Book which sheweth the Life and Manners of all true Christians (1582) – defines congregational autonomy
- An answere to master Cartwright his letter for ioyning with the English Church (1583)
- A true and short declaration, both of the gathering and ioyning together of certaine persons, and also of the lamentable breach and division which fell amongst them (1583)
- A Reproof of Certain Schismatical Persons (15??)
- A New Year's Guift (1589)